# Падрия
Падрия (итал. Padria) — коммуна в Италии, располагается в регионе Сардиния, в провинции Сассари.
Население составляет 836 человек (2008 г.), плотность населения составляет 17 чел./км². Занимает площадь 48 км². Почтовый индекс — 7015. Телефонный код — 079.
Покровительницей коммуны почитается святая Иулия Корсиканская, празднование 22 мая.

## Демография
Динамика населения:

## Администрация коммуны
- Официальный сайт: http://www.comune.padria.ss.it/